# Ежов, Анатолий Павлович
Анатолий Павлович Ежов (1928—2013) — горный инженер, генеральный директор объединения «Киргизский горно-химический комбинат» (1978—1992), лауреат Государственной премии СССР.

## Биография
Родился 14 ноября 1928 г. в Ставрополе.
После окончания Московского института цветных металлов и золота им. М. И. Калинина (1951) работал на урановом руднике Иохимсталь в Чехословакии (г. Яхимов): горный мастер, горный инженер, начальник участка, начальник рудника.
С 1957 г. на Киргизском горнорудном комбинате: начальник участка, главный инженер объекта, с 1964 г. главный инженер комбината.
С 1978 г. генеральный директор производственного объединения «Киргизский горно-химический комбинат» («Южполиметалл», Киргизский горнорудный комбинат, г. Кара-Балта).
Под его руководством были проведены работы по освоению гидрогенных месторождений урана в Чу-Сарысуйской депрессии на территории Казахстана, построены рудники по добыче урана методом подземного выщелачивания на месторождениях Мынкудук, Желпак, Уванас, Канжуган, Инкай.
С 1992 г. после передачи комбината в подчинение правительства Киргизии — представитель Киргизии в Государственном концерне «Атомредметзолото» при Минатоме России.
С 1993 по август 2007 года советник генерального директора госконцерна (АООТ, ОАО) «Атомредметзолото» по подземному выщелачиванию.
Избирался кандидатом и членом ЦК компартии Киргизии (1979—1991), депутатом Верховного Совета Киргизской ССР (1978—1991) и Республики Киргизия (1991—1994).
Лауреат Государственной премии СССР.
Заслуженный работник промышленности Киргизской ССР. Заслуженный шахтёр Российской Федерации (27.10.2003). Награждён двумя орденами Трудового Красного Знамени, медалью «За доблестный труд», знаком «Ветеран атомной энергетики и промышленности», знаками «Шахтерская слава» трёх степеней, юбилейным знаком «50 лет атомной отрасли», знаком «За заслуги перед атомной отраслью» II степени.